# Japansk bulbyl
Japansk bulbyl (Hypsipetes amaurotis) är en östasiatisk fågel i familjen bulbyler inom ordningen tättingar.

## Kännetecken

### Utseende
Japansk bulbyl är en stor (27-29) och livlig brun bulbyl med förlängda och spetsiga hjässfjädrar som formar en liten tofs. Den är gråbrun på ovansida och stjärt, djupare brun under med fläckat grått bröst. Huvudet är streckat grått med kastanjefärgad öronfläck.

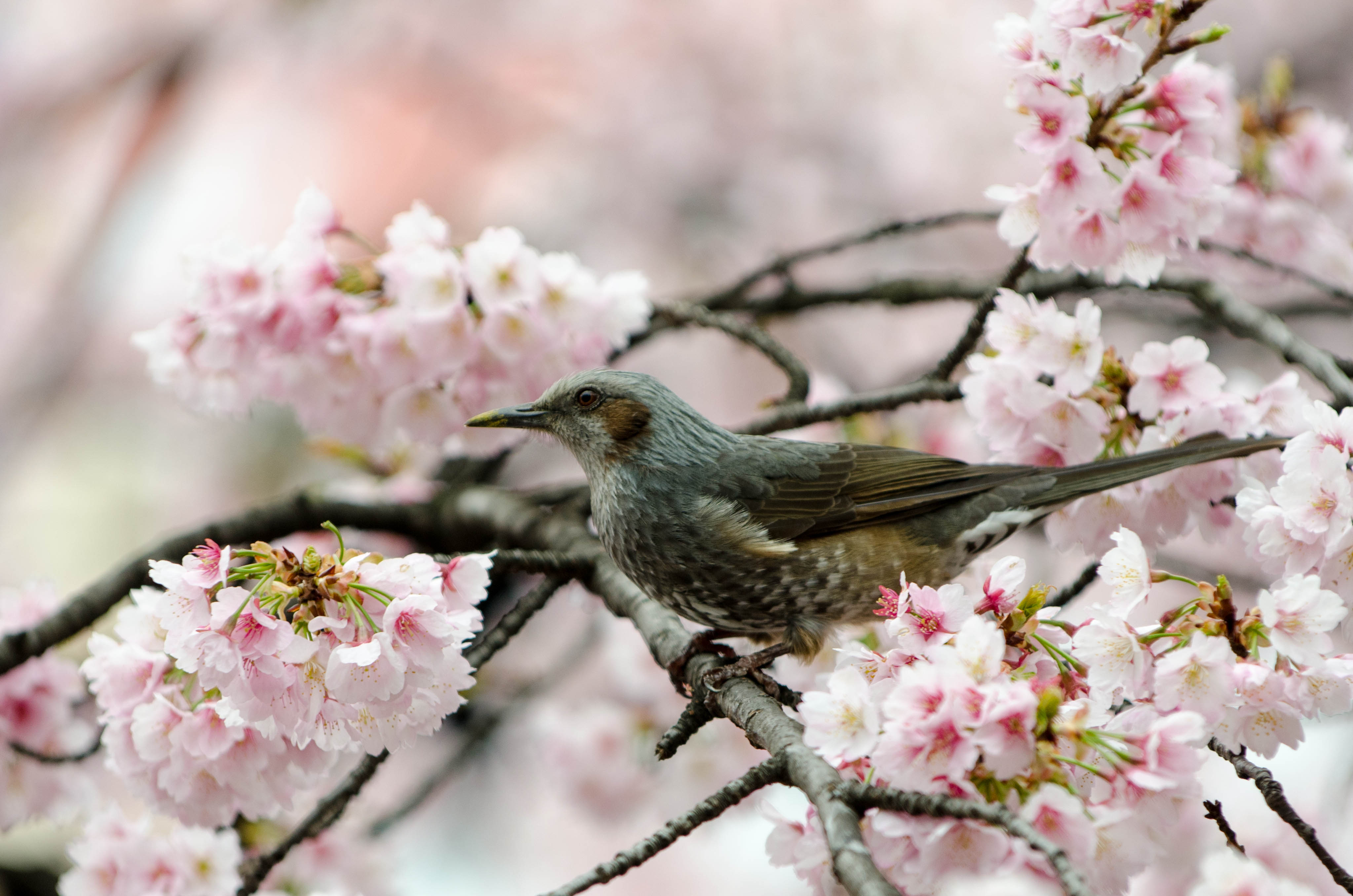

### Läten
Den japanska bulbylen är en ljudlig fågel som avger "shreep" och "weep" året om.

## Utbredning och systematik
Japansk bulbyl förekommer från Japan söderut via Taiwan till norra Filippinerna. Den delas upp i fjorton underarter med följande utbredning:
- Hypsipetes amaurotis hensoni – häckar på sydvästra Hokkaido, övervintrar till södra Korea, norra Japan och sydöstra Kina
- Hypsipetes amaurotis matchiae (syn. matchie) – södra Japan (Hachijō-jima, Tanegashima och Yakushima)
- Hypsipetes amaurotis amaurotis – centrala japanska öarna (Honshu till Kyushu) samt den koreanska ön Jeju
- Hypsipetes amaurotis squamiceps – Boninöarna (Mukojimaöarna, Chichijimaöarna och Hahajima)
- Hypsipetes amaurotis magnirostris – Vulkanöarna
- Hypsipetes amaurotis borodinonis – Daitoöarna
- Hypsipetes amaurotis ogawae – norra Ryukyuöarna (Amami-Ōshima och Tokunoshima)
- Hypsipetes amaurotis pryeri – centrala Ryukyuöarna (Ihiya, Okinawa, Zamami och Kume)
- Hypsipetes amaurotis insignis – Miyako-jima i södra Ryukyuöarna
- Hypsipetes amaurotis stejnegeri – Ishigaki, Iriomote och Yonaguni i Ryukyuöarna
- Hypsipetes amaurotis harterti (syn. nagamichii) – södra Taiwan och ön Lan-yü
- Hypsipetes amaurotis batanensis – Babuyan Claro, Batan, Ivojos och Sabtang i Filippinerna
- Hypsipetes amaurotis fugensis – Calayan, Fuga och Dalupiri i Filippinerna
- Hypsipetes amaurotis camiguinensis – Camiguin Norte i norra Filippinerna

Underarten insignis inkluderas ofta i pryeri, liksom hensoni i nominatformen.

### Släktestillhörighet
Japansk bulbyl har tidigare placerats i Ixos eller som ensam art i Microscelis, men genetiska studier visar att den är en del av Hypsipetes.

## Levnadssätt
Arten påträffas i låglänta skogar upp till 1600 metes höjd, men även i parker och trädgårdar med tillgång på eftertraktade körsbär. Födan består av insekter, frön, blommor, frukt och bär. Fågeln häckar mellan april och juli, ibland även i augusti, och lägger flera kullar. Den bygger ett skålformat bo placerat 1,5-4,5 meter upp i de nedre grenarna på ett träd, vari den lägger fyra ägg. Arten är mestadels stannfågel, men nordliga populationer på exempelvis Hokkaido rör sig till lägre och sydligare områden.

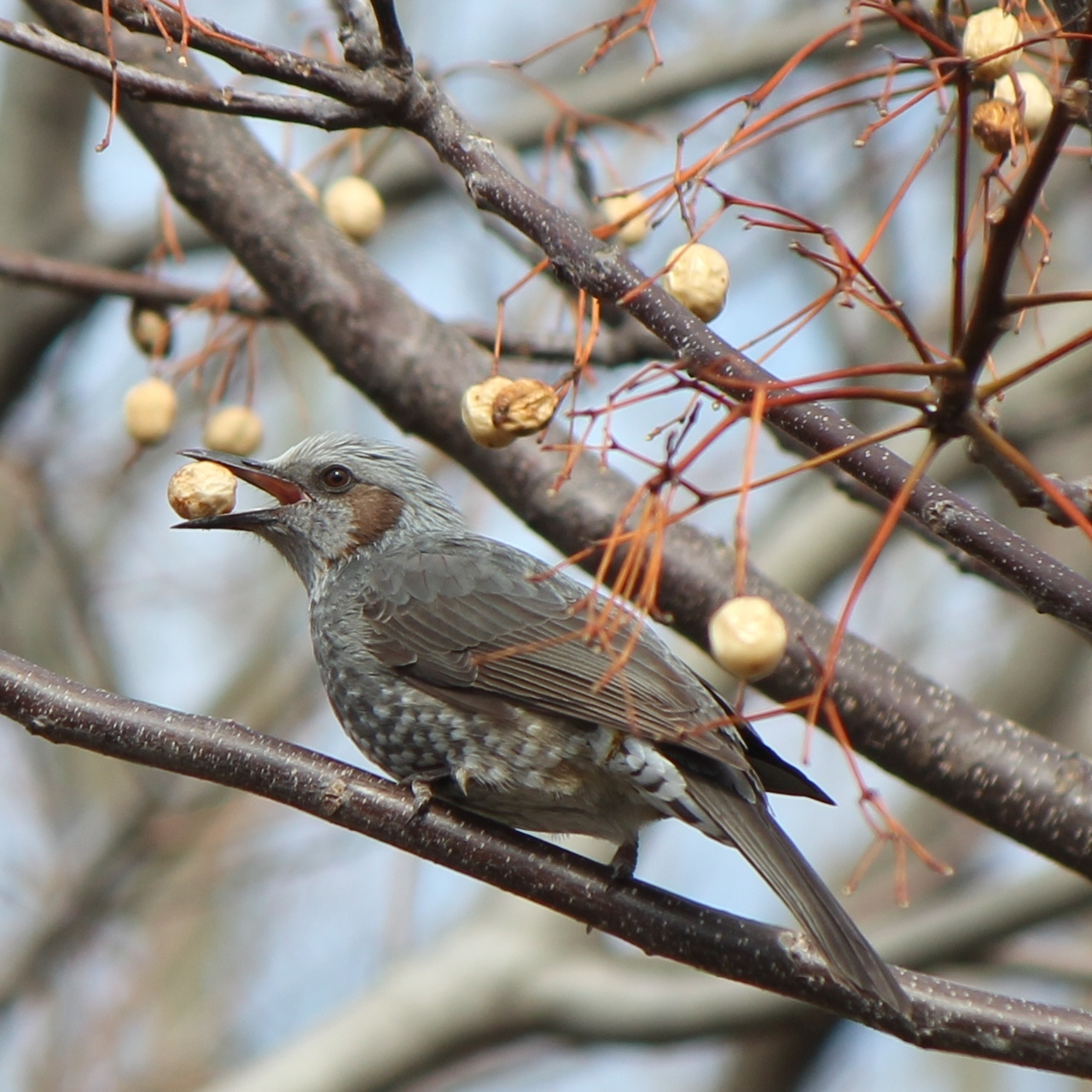
Japansk bulbyl som äter bär från Melia azedarach.

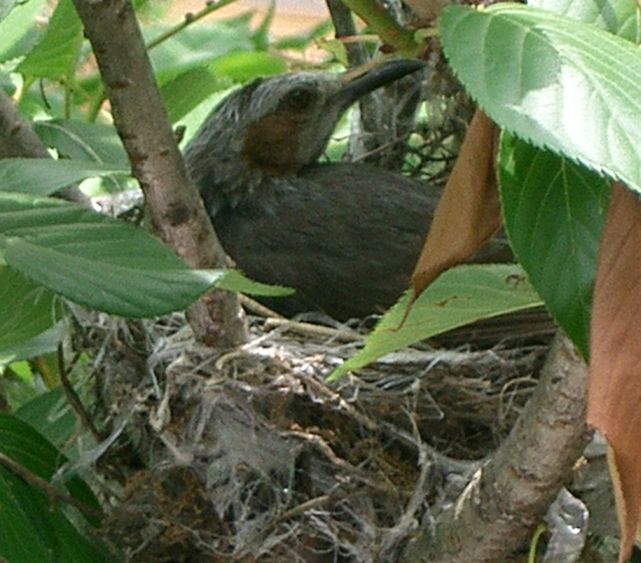
Japansk bulbyl på bo.

## Status och hot
Arten har ett stort utbredningsområde och en stor population, och tros öka i antal. Utifrån dessa kriterier kategoriserar internationella naturvårdsunionen IUCN arten som livskraftig (LC). Världspopulationen har inte uppskattats men den beskrivs som lokalt vanlig i Sydkorea och vanlig i Filippinerna.